# Казімеж Ігнацій Лещинський
Казімеж Ігнацій Лещинський гербу Венява (†1730) — польський шляхтич, військовик, урядник Корони Польської в Речі Посполитій. Швагро Юзефа Потоцького, Януша Антонія Вишневецького. Батько — Вацлав (†1688), староста ковельський, кам'янський, мати — Констанція з Чарнецьких
Мав посади львівського каштеляна (з 1724), вінницького, мостівського, кам'янського старости. Дружина — Маґдалена Ходоровська, донька Александра Стефана, разом з нею надавали фундуші для католицьких храмів Івано-Франківська. Був похований в крипті костелу єзуїтів Станіславова (тепер Собор Святого Воскресіння УГКЦ).